# Mamai
Mamai was een machtige militaire bevelhebber en kahn van de Gouden Horde in de jaren 70 van de 14e eeuw, in een gebied dat nu overeenkomt met de zuidelijke Oekraïense steppes en het schiereiland van de Krim.
Hij scheidde zich af van de andere kahns van de Gouden Horde in een poging om een eigen staat van de Blauwe Horde te stichten. Hij had de militaire rang van tumenbasjy (Russisch: тёмник; tjomnik) een commandant over 10.000 man, grofweg vergelijkbaar met de huidige rang van generaal. Hij was geen Töre (afstammeling van Ghengis Khan) en kwam daarom niet in aanmerking voor de troon in Sarai.
Mamai begon zijn carrière als bendeleider in het Wolgagebied en raakte in deze positie in 1361 betrokken bij het gevecht om de opvolging van Gouden-Hordekahn Dzjani Beg, die in 1357 was overleden. Hij wist in dat jaar de zoon van Hizr Kan Mahmud, de vierde opvolger na de dood van Dzjani Beg, te doden (deze had zijn eigen vader slechts zeven dagen eerder gedood). Mamai liet hem vervangen door kahn Abd Ullah (Russisch: Avdoelja), die zich echter door zijn moordpartijen zo gehaat maakte onder de bevolking, dat hij tot de Syr Darja werd achtervolgd in 1366/1367.
Mamai vestigde zijn machtsbasis, als kahn van de Gouden Horde, vervolgens in de Krim. In 1370 probeerde hij een nieuwe kahn aan te stellen: Mehemed Bulaq (Mamat), die echter ook niet in de smaak viel bij de bevolking. In 1374 werd Mamais gezant in Nizjni Novgorod vermoord, waar vervolgens een rover genaamd Prokop opstond en welke daarop in 1378 werd geplunderd door kahn Arabsah (Arapsa). Op 11 augustus 1378 werd Arabsah, samen met Mamais afgezant Mursa Begitsj, verslagen door Dimitri Donskoi bij de Vozha, een zijrivier van de Oka, waarop Mamai zelf weer de troon besteeg als leider van de Gouden Horde.
Zijn grote tegenstander binnen de Horde was Tochtamysj, een protegé van Timoer Lenk en de laatste kahn van de Witte Horde. Tot 1380 probeerde Mamai de Russen te dwingen tot het betalen van jaarlijkse schatting aan hem in plaats van aan de Gouden Horde. Hij moest echter eerst Dimitri Donskoi verslaan. Hiertoe rustte hij een leger van 300.000 man uit, dat met hulp van de Litouwse vorst Jagiello (met wie hij een verbond had gesloten) optrok naar Rjazan om uiteindelijk Moskou aan te vallen.
Zover kwam het echter niet: De vorstendommen Moskou, Jaroslavl, Kostroma, Vladimir, Rostov en andere verenigden zich om weerstand te kunnen bieden. Onder leiding van Dimitri Donskoi wisten ze het leger van Mamai op 8 september 1380 bij de Slag op het Koelikovo-veld volledig te vernietigen. Mamai moest vluchten, en was zo verzwakt geraakt, dat Tochtamysj hem relatief eenvoudig bij de Kalka opnieuw kon verslaan en de Gouden Horde herenigen.
Mamai probeerde zich te verschuilen bij de Genuezen in Feodosija (Krim), maar werd daar uiteindelijk door de Genuezen toch geliquideerd. Deze waren woest op hem vanwege de totale vernietiging van een militaire eenheid van Genuese kruisboogschutters door de Russen. De herinnering aan Mamai is achtergebleven in de Russische uitdrukking "zoals Mamai langstrok (как Мамай прошёл)", waarmee een volledige chaos wordt beschreven.

## Mogelijke nakomelingen
Een van zijn zonen wist mogelijk te ontsnappen naar Litouwen, waar deze in dienst trad van grootvorst Vytautas de Grote en de titel ontving van "Prins van Hlinsk" met meerdere landgoederen rond de huidige stad Poltava (Oekraïne). Deze legendarische gebeurtenissen zouden in de 14e eeuw plaatsgevonden hebben, de eerste beschrijving van de Hlinski-vorsten stamt echter pas uit 1437.
Michael Glinski was het meest illustere lid van de familie. Hij studeerde aan een Duitse universiteit, nam deel als ridder aan de Italiaanse Oorlogen, was de machtigste man van Litouwen in de 16e eeuw, maar emigreerde later met zijn broers naar Moskovië en hielp de Russen om de stad Smolensk te heroveren. Zijn nicht Jelena Glinskaja was getrouwd met Vasili III, grootvorst van Moskovië en Ivan IV was haar zoon.